# Etna (Pennsylvania)
Etna  è una borough degli Stati Uniti d'America, nella contea di Allegheny nello stato della Pennsylvania. Secondo il censimento del 2000 la popolazione è di 3.924 abitanti.

## Società

### Evoluzione demografica
La composizione etnica vede una prevalenza della razza bianca (97,78%) seguita da quella afroamericana (0,76%), dati del 2000.
| borough di Etna Popolazione |       |
| 1900                        | 5.384 |
| 2000                        | 3.924 |
| Stima al 01-07-07           | 3.589 |